# Praealveolina
Praealveolina es un género de foraminífero bentónico de la familia Alveolinidae, de la superfamilia Alveolinoidea, del suborden Miliolina y del orden Miliolida. Su especie tipo es Praealveolina tenuis. Su rango cronoestratigráfico abarca desde el Albiense superior (Cretácico inferior) hasta el Turoniense (Cretácico superior).

## Clasificación
Praealveolina incluye a las siguientes especies:
- Praealveolina brevis †
- Praealveolina cretacea †
- Praealveolina cucumoides †
- Praealveolina debilis †
- Praealveolina iberica †
  - Praealveolina iberica pennensis †
- Praealveolina lata †
- Praealveolina michaudi †
- Praealveolina osimoi †
- Praealveolina pennensis †
- Praealveolina simplex †
- Praealveolina tenuis †

En Praealveolina se ha considerado el siguiente subgénero:
- Praealveolina (Simplalveolina), aceptado como género Simplalveolina